# Iopamidol
Iopamidol is de generische benaming van een organische jodiumverbinding, die in de geneeskunde gebruikt wordt als contraststof bij röntgenonderzoek. Het is een niet-ionische, wateroplosbare stof. Niet-ionische contraststoffen veroorzaken minder vaak ongunstige (allergische) reacties bij patiënten bij intraveneuze injectie, dan vele ionische contraststoffen.
Iopamidol wordt gebruikt als een injecteerbare oplossing, verkrijgbaar in verschillende concentraties. Iopamidol blokkeert de röntgenstralen die door het lichaam gaan, waardoor structuren in het lichaam die geen jodium bevatten kunnen gevisualiseerd worden. Merknamen zijn Isovue, Iopamiron, Niopam, en Solutrast; omdat het octrooi op het middel inmiddels is verlopen, wordt het ook onder de generieke naam Iopamidol verdeeld.